# Herby Magny
Herby Magny (28 dicembre 1997) è un calciatore britannico originario di Turks e Caicos, centrocampista dell'AFC Academy.

## Carriera

### Club
Ha cominciato la carriera nel 2014 con l'AFC Academy.

### Nazionale
Ha esordito in Nazionale il 23 marzo 2015 nella partita valida per le qualificazioni ai Mondiali 2018 contro Saint Kitts & Nevis.